# Dasychira angiana
Dasychira angiana is een donsvlinder uit de familie van de spinneruilen (Erebidae). De wetenschappelijke naam van de soort is voor het eerst geldig gepubliceerd in 1916 door Joicey.
Het eerste specimen van deze soort werden in 1914 verzameld bij de "Angi-meren" in het Arfakgebergte in Nederlands Nieuw Guinea (thans het Indonesisch Westelijk Nieuw-Guinea) op ongeveer 2.000 m (6.000 voet) hoogte.